# 1286

## Události
- pacifikace rozvratníků a loupežníků na Moravě za účasti krále Václava II. a Falkenštejna
- v Mnichově Židé obviněni z ukřižování křesťanského dítěte

## Narození
- Jiří V. Zářivý, gruzínský panovník († 1346)

## Úmrtí
- 8. října – Jan I., vévoda bretaňský, účastník osmé křížové výpravy (* 1217/1218)
- 19. března – Alexandr III., skotský král († 4. září 1241)
- 22. listopadu – Erik V., dánský král (* 1249)
- Vilém z Moerbeke, překladatel z řečtiny (překládal Aristotela, Prokla apod. (* asi 1215)
- Žofie Eriksdotter Dánská, švédská královna jako manželka Valdemara Birgerssona (* 1241)

## Hlava státu
- České království – Václav II.
- Svatá říše římská – Rudolf I. Habsburský
- Papež –
- Anglické království – Eduard I.
- Francouzské království – Filip IV. Sličný
- Polské knížectví – Lešek II. Černý
- Uherské království – Ladislav IV. Kumán
- Kastilské království – Sancho IV. Kastilský
- Byzantská říše – Andronikos II. Palaiologos